# Obesitas-hypoventilatiesyndroom

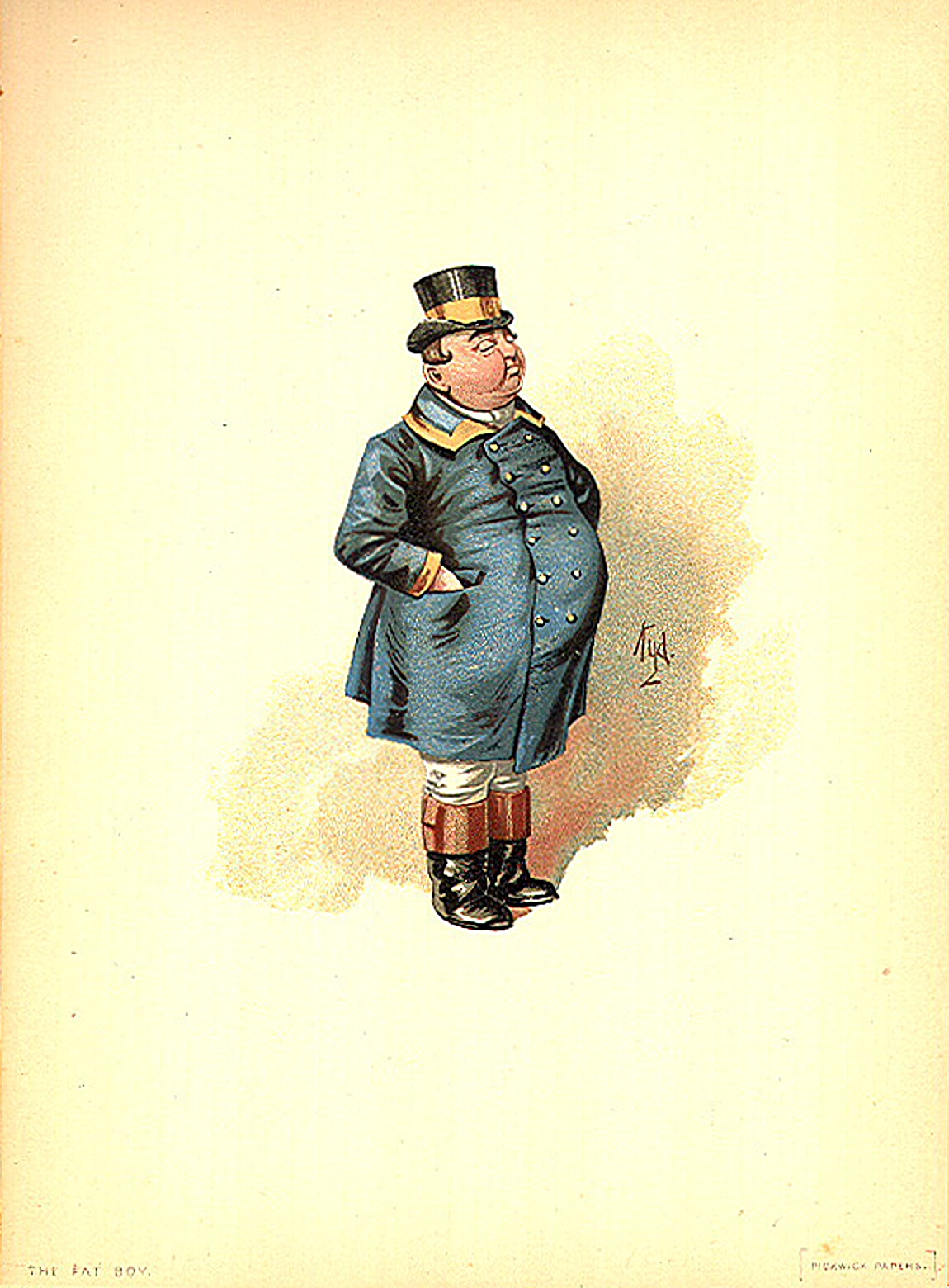
Het personage The Fat Boy van Charles Dickens, waar de naam 'pickwicksyndroom' van afgeleid is

Obesitas-hypoventilatiesyndroom (ook bekend als het pickwicksyndroom of OHS) is een aandoening die voorkomt bij mensen met morbide obesitas die niet meer diep genoeg kunnen inademen. Hierdoor is er een verlaagde zuurstofconcentratie (hypoxie) en een verhoogde koolstofdioxideconcentratie (hypercapnie) in het bloed.
Veel mensen met deze aandoening hebben 's nachts ook last van korte perioden waarin zij stoppen met ademhalen, ook wel slaapapneu of OSAS (obstructief slaapapneusyndroom) genoemd. Na een periode van 'niet ademhalen' worden ze gedeeltelijk wakker en slapen hierdoor minder diep, met als gevolg dat zij overdag vaak vermoeid zijn. De ziekte geeft een belasting op het hart, wat kan leiden tot hartfalen. De effectiefste behandeling van het obesitas-hypoventilatiesyndroom is verantwoord afvallen. Sommige symptomen kunnen verminderen wanneer er gebruik wordt gemaakt van nachtelijke ventilatie met behulp van een CPAP (Continuous Positive Airway Pressure)-apparaat. Een onderzoek uit 2016 wees echter uit dat het gebruik van een CPAP-apparaat geen vermindering geeft van hart- en vaatziekten.
Obesitas-hypoventilatiesyndroom is gedefinieerd als een combinatie van overgewicht (obesitas), met een BMI van boven de 30 (kg/m²) (ernstig overgewicht), lage zuurstofspiegel (hypoxie) en hoge koolstofdioxidespiegel (hypercapnie), alle veroorzaakt door een verminderde ademhaling. De aandoening is bekend sinds 1950 en werd aanvankelijk het 'pickwicksyndroom' genoemd. Dit refereerde aan een van de hoofdpersonen in de The Pickwick Papers uit 1836, geschreven door Charles Dickens: The Fat Boy.